# День Корпуса стражей исламской революции

Эмблема Корпуса стражей исламской революции

День Корпуса стражей исламской революции (перс. روز پاسدار‎) — государственный праздник Ирана, отмечающийся ежегодно 9 октября (17 мехра по иранскому календарю).

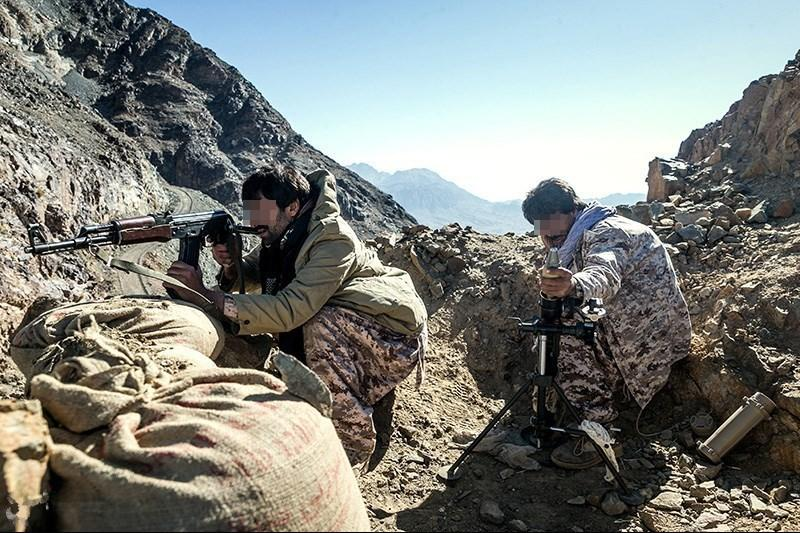
Силы специальных операций КСИР на задании

## История праздника
День КСИР торжественно отмечается в день рождения третьего шиитского имама Хусейна ибн Али. Имам Хусейн родился 10 октября 680 года (10 мухаррама 61 года по календарю лунной хиджры). Гробница имама Хусейна в Кербеле, Ирак стала одним из главных объектов паломничества шиитов.
В 2002 году было принято решение о внесении в иранский календарь дня КСИР в день рождения имама Хусейна. Данный жест был исключительно важен с идеологической точки зрения, так как КСИР являет собой идеальный образец шиитской армии. Совмещение дня рождения имама Хусейна, чрезвычайно почитающегося шиитами, и дня КСИР лишний раз демонстрирует важность Корпуса для обеспечения правопорядка внутри Исламской Республики и за её пределами.

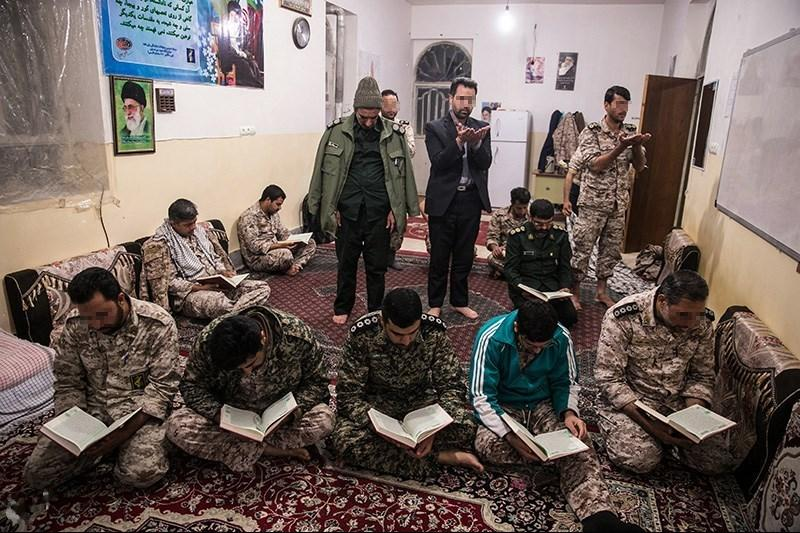
Силы специальных операций КСИР

## Идеология и КСИР
Конституция ИРИ 1979 года так определяет функции КСИР в 150 статье:
Корпус стражей исламской революции, который был создан в первые дни победы этой революции, функционирует для осуществления своей роли по охране революции. Функции и сфера ответственности КСИР в отношении сферы обязанностей и ответственности других видов вооружённых сил определяется законом с особым акцентом на их братское сотрудничество и взаимодействие.
Первоначально создание КСИР задумывалось как временная мера, своеобразная поддержка силам Исламской революции. На данный момент КСИР является основной ударной силой страны, армия больше ориентирована на оборонительные действия.
Просуществовав некоторое время, КСИР показал свою истинную ценность не только как военная сила, но и как идеологический орган.
Созданный из отрядов революционных комитетов, сторонников шиизма и власти аятоллы Рухоллы Хомейни, КСИР стал своего рода «шиитской армией», аналогов которой в мире не существует. Хомейни таким образом объяснил суть и важность КСИР:
Исламская революция, ИРИ и священный орган Корпуса стражей исламской революции, который, по справедливости говоря, был и будет в дальнейшем крупнейшим оплотом защиты божественных ценностей нашего государственного строя, нуждается в вас, как в мирное, так и в военное время. Перед нами предстоят критически важные и решающие дни. Перед Исламской революцией все еще предстоят решающие годы и месяцы, и необходимо, чтобы находящиеся в авангарде священной войны и мученической гибели сохранили боевую готовность на всех театрах военных действий.